# Pierre Dubreuil-Chambardel
Pour les articles homonymes, voir Dubreuil-Chambardel et Dubreuil.
Pierre-Jacques Dubreuil-Chambardel, né le 10 février 1729 à La Mothe-Saint-Héray, mort le 14 novembre 1804 à Jazeneuil, est un homme politique français, député des Deux-Sèvres.

## Biographie
La France devient une monarchie constitutionnelle en application de la constitution du 3 septembre 1791. Le même mois, Pierre-Jacques Dubreuil-Chambardel, alors cultivateur à Avon et administrateur des Deux-Sèvres, est élu député, le septième et dernier du département, à l'Assemblée nationale législative. En août 1792, il vote en faveur de la mise en accusation du marquis de La Fayette.
La monarchie prend fin à l'issue de la journée du 10 août 1792 : le palais des Tuileries est envahi par les bataillons de fédérés bretons et marseillais et par les insurgés des faubourgs de Paris. Louis XVI et sa famille sont incarcérés à la tour du Temple. En septembre 1792, Dubreuil-Chambardel est réélu député des Deux-Sèvres, le cinquième sur sept, à la Convention nationale.
Il siège sur les bancs de la Montagne selon l'historienne Françoise Brunel. Lors du procès de Louis XVI, il vote la mort et rejette l'appel au peuple et le sursis à l'exécution. En avril 1793, il est absent lors de la mise en accusation de Jean-Paul Marat. En mai de la même année, il vote contre le rétablissement de la Commission des Douze. En brumaire an III (octobre 1794), il est élu membre de la Commission des Vingt-et-Un chargée d'examiner la conduite du député Jean-Baptiste Carrier, accusé d'être responsable de fusillades et de noyades lors de sa mission à Nantes.
Après la session, il fut nommé commissaire du gouvernement près le directoire de son département, et, au coup d'État du 18 Brumaire, se retira dans ses vastes propriétés.